# Раша Павловић
Радош Раша Павловић (Обрва код Краљева 3. јун 1944) је српски певач.
Његове најпознатије песме су: Лепа воденичарка и Ливада је моја успомена.
Каријеру је почео 1969. године у једном ресторану у Будви где га је запазио Будимир Буца Јовановић и понудио му да сними плочу. Прва плоча је снимљена 1972. године са песмама: "Волео сам је" и "Љубав је кратка била" за београдску издавачку кућу ПГП РТБ.
- 1976. Хит парада - Не варај себе, не варај мене
- 1996. Бања Лука - Какви преци, такви и потомци (Вече народне музике)
- 1996. Фестивал народне музике, Сватовац - Остављам те доме
- 1996. Моравски бисери - Изабери дан за срећу
- 1997. Шумадијски сабор - Збогом остај изгубљена љубави
- 1997. Југословенски фестивал народне музике, Беране - Девојка крај Лима
- 1998. Моравски бисери - Сећање
- 1999. Моравски бисери - Љубо, душо
- 2000. Фестивал "Драгиша Недовић", Крагујевац - Стани, стани, Ибар водо
- 2001. Моравски бисери - Украшћу је
- 2003. Моравски бисери - Заспала си
- 2003. Војвођанске златне жице, Нови Сад - У мом шору, нема више музике
- 2005. Фестивал "Драгиша Недовић", Врњачка Бања - Ја нежења оста
- 2006. Војвођанске златне жице, Нови Сад - Неверна Ката
- 2008. Фестивал народне музике, Златибор - Шумадијска песма
- 2011. Лира, Београд - Сад је неко друго време, друга награда за интерпретацију
- 2013. Моравски бисери - Чувао сам воденицу
- 2014. Моравски бисери - Ти си мени Богом дана
- 2015. Моравски бисери - Награда за животно дело (За изузетан допринос очувању и популаризацији народног мелоса)
- 2020. Сабор народне музике Србије, Београд - Тамо
- 2022. Сабор народне музике Србије, Београд - Погледај ме једном, вило, награда за најбољи аранжман и награда за интерпретацију